# Melicope glomerata
Melicope glomerata är en vinruteväxtart som först beskrevs av William Grant Craib, och fick sitt nu gällande namn av Thomas Gordon Hartley. Melicope glomerata ingår i släktet Melicope och familjen vinruteväxter. Inga underarter finns listade i Catalogue of Life.